# Resina composta
A resina composta é um material usado na odontologia com a finalidade de restaurar (estética e funcionalmente) os dentes.
Sua aplicação é bem ampla, podendo ser usado para mudar a forma dos dentes, restaurar dentes fraturados, preencher cavidades provocadas pela cárie e minimizar imperfeições do esmalte dentário. É tido como um material restaurador com grande apelo estético por aproximar-se bastante das características naturais dos dentes, como: cor, textura, brilho, fluorescência e translucidez.
Com o avanço tecnológico crescente dos materiais restauradores odontológicos, atualmente é possível encontrar resinas compostas de diversos fabricantes com uma durabilidade similar a outros materiais restauradores (classificados como esteticamente inferiores).

## Adesividade
A resina composta liga-se ao dente através de uma união micromecânica, ou seja, liga-se inicialmente a um sistema adesivo, que por sua vez, encontra-se ligado diretamente aos tecidos mineralizados do órgão dentário (esmalte e dentina).